# Alcassaba dels Oudayas
La Alcassaba dels Oudayas (àrab: قصبة الأوداية, Qaṣba al-Ūdāya) és una alcassaba de Rabat, Marroc. Està situada a la desembocadura del Bu Regreg, el riu que divideix la ciutat de Rabat amb la veïna Salé. Antiga fortalesa militar construïda a partir del segle xiii, el tram de l'alcassaba actual es remunta al període almohade, quan aquests capturaren la ciutat als almoràvits i en destruïren l'anterior fortificació. Després d'haver canviat d'usos i d'haver estat reconstruïda i rehabilitada durant les darreres dècades, l'alcassaba fou proclamada, l'any 2012, Patrimoni de la Humanitat per la UNESCO. Avui en dia, a la alcassaba hi trobem un dels primers palaus construïts per la dinastia alauita, que encara regna al pais, així com la famosa porta monumental Bab el-Kébir (àrab: الباب الكبير, al-Bāb al-Kabīr ‘la Porta Gran’).

## Història

### Període Almohade
Les edificacions més antigues de l'actual alcassaba es remunten al període del Califat almohade (1121-1269), quan aquests van ocupar Rabat i en van destruir l'anterior alcassaba que hi havia edificat la dinastia almoràvit. Fins aquell moment, els almoràvits havien fortificat la zona amb l'objectiu de combatre els berbers Barghawata de la zona, construint-hi un ribat o monestir-fortalesa. La reconstrucció de l'alcassaba a mans dels almohades es va produir al voltant del 1150 (554 de l'any de la Hègira). És llavors que aquests hi varen erigir un palau i una mesquita, anomenada al-Mahdiyya en honor del seu ideòleg, el mahdí Ibn Túmart. Durant aquest període, la alcassaba també va servir de base pels exèrcits almohades que partien cap a la conquesta de l'Àndalus. D'altra banda, els efectes del seu regnat sobre la ciutat es van deixar sentir sobre la conversió de la Xal·la en una necròpolis reial. Amb la mort del califa Yaqub al-Mansur, al 1199, l'alcassaba va quedar deserta. D'aquest període d'esplendor en resta com a testimoni la porta monumental Bab el-Kébir, ubicada a l'entrada oest de la fortalesa, i que és un emblema de l'arquitectura del país durant la dinastia almohade.

### La República de Salé
Al 1609, el rei Felip III de Castella expulsa quasi un milió de moriscos de la península Ibèrica, 2.000 dels quals arriben a Rabat per instal·lar-se a l'alcassaba. Amb el temps, els nouvinguts inicien una revolta i esdevenen independents, donant peu al naixement de la coneguda com a República de Salé (també coneguda com a República de Bu Regreg), que s'estén del 1621 al 1647. La república va esdevenir un actiu centre comercial que va atreure altres andalusins així com «renegats» europeus, jueus i comerciants cristians. Principalment, es va dedicar a la pirateria en l'àrea de l'estret de Gibraltar, fustigant les costes de Ceuta i Andalusia, sovint en connivència amb l'Imperi Otomà.

### L'alcassaba durant el regnat alauita
Durant la segona meitat del segle xviii, la dinastia alauita emprèn una tasca d'habituació i reconstrucció de l'alcassaba, concentrada entre els anys 1757 i 1789, i entre el 1790 i el 1792. Serà durant aquest període que hi farà construir un dels seus primers palaus.
No serà fins al segle xix, no obstant, que l'alcassaba acabarà rebent el seu nom actual, amb la instal·lació de la tribu dels Oudaya. En efecte, al 1833, aquesta tribu sorgida del Sàhara es desplaça cap al nord en un clar conflicte amb la dinastia alauita. A Fes, el sultà Abd al-Rahman ben Hixam els venç i acaba acordant el seu desplaçament cap a l'entorn de Rabat, on seran finalment instal·lats a l'alcassaba.

## Monuments
La història de l'alcassaba és visible a través dels monuments que la componen:
- El recinte almohade i la seva famosa porta monumental de Bab el-Kébir, un dels emblemes de l'arquitectura almohade
- El palau reial de la dinastia alauita (encara regnant)
- La mesquita Jamaa el Atiq, construïda al segle xii, la qual cosa la converteix en la més antiga de Rabat. Va ser reconstruïda al segle xviii
- La Casa dels Prínceps, erigida cap a l'oest
- La fortificació de Borj Sqala
- Els Jardins Andalusins, adjacents al marge occidental de l'Alcassaba. Varen ser construïts durant el període colonial francès.

## Galeria

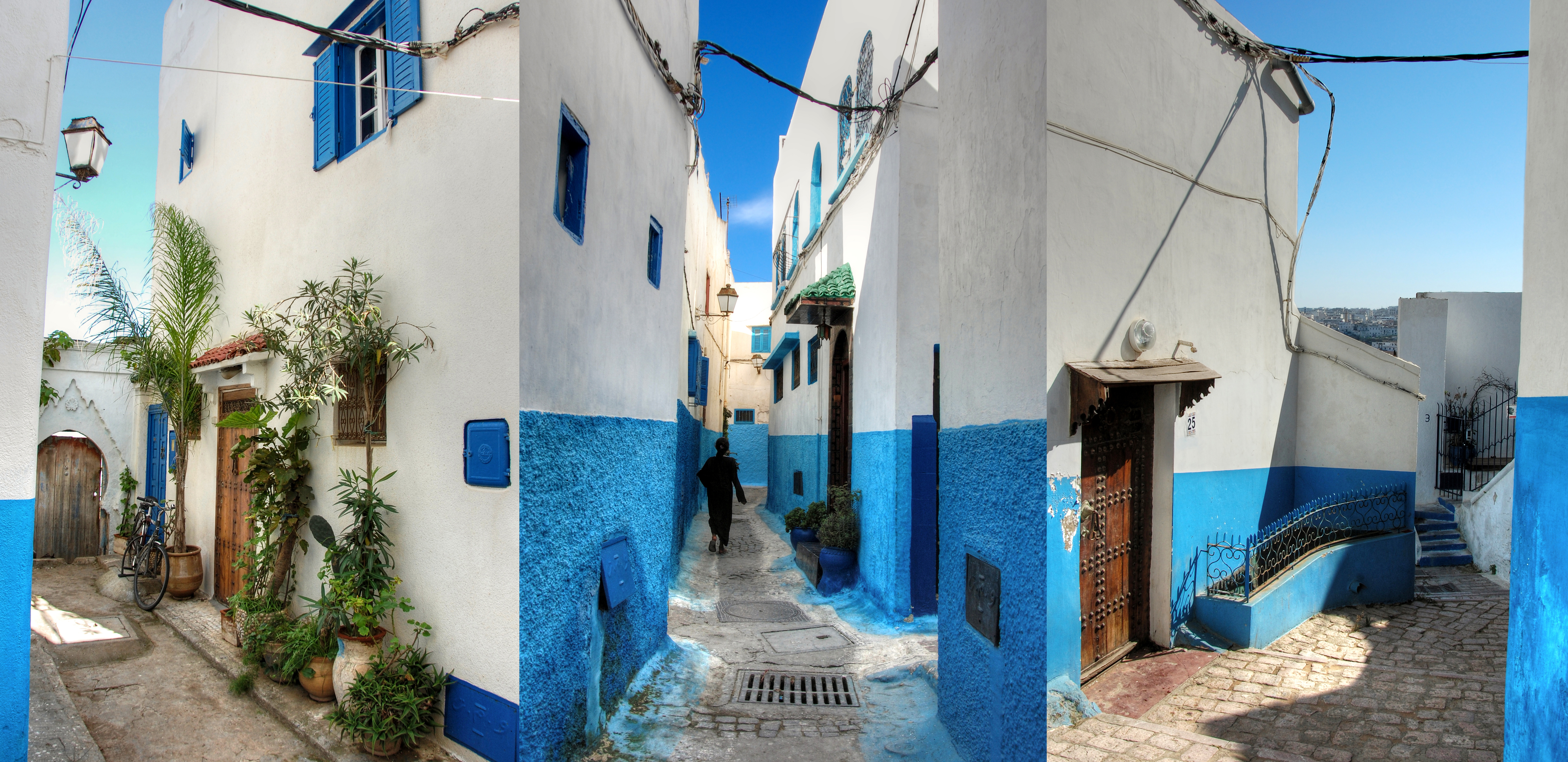
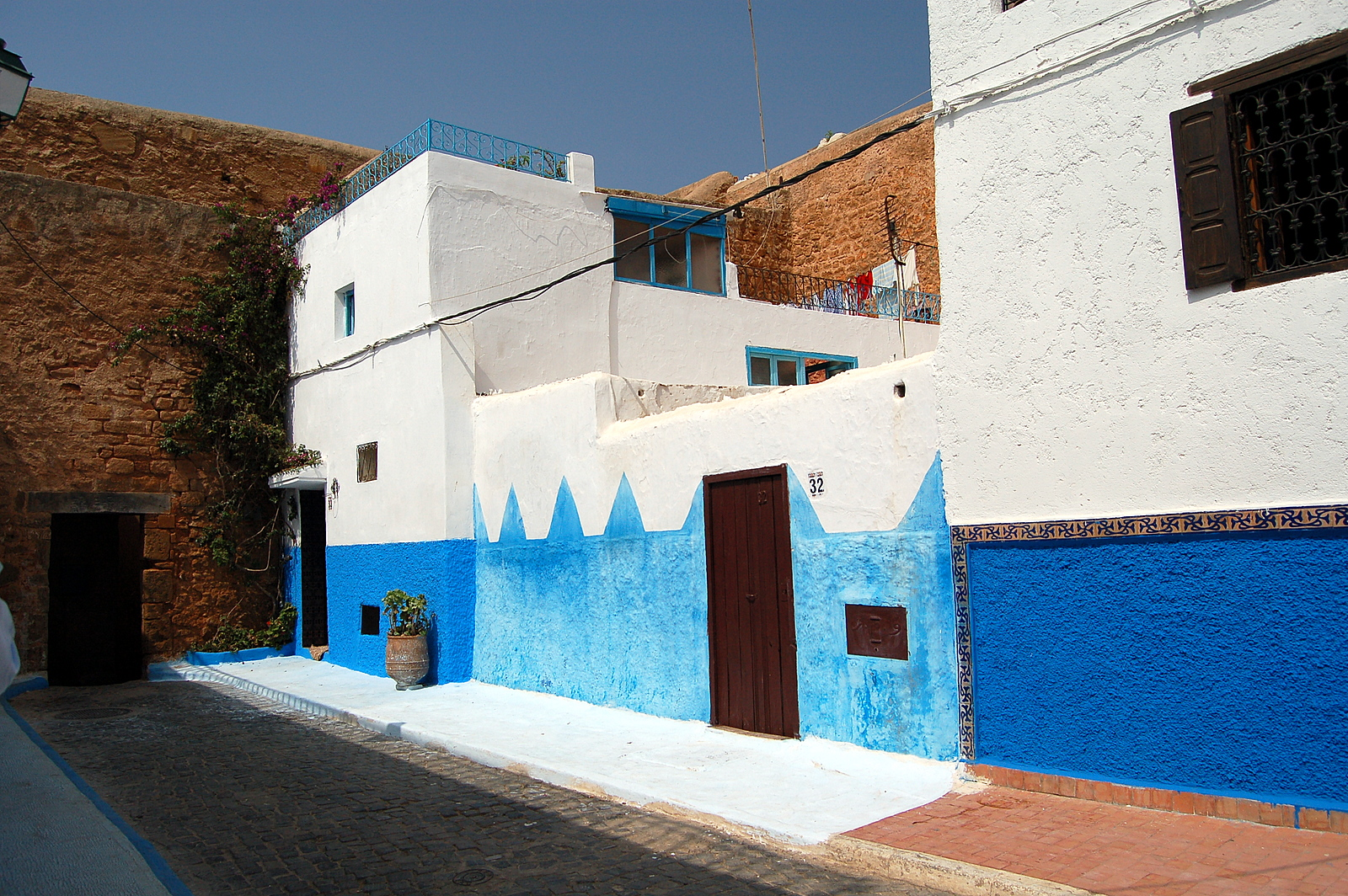
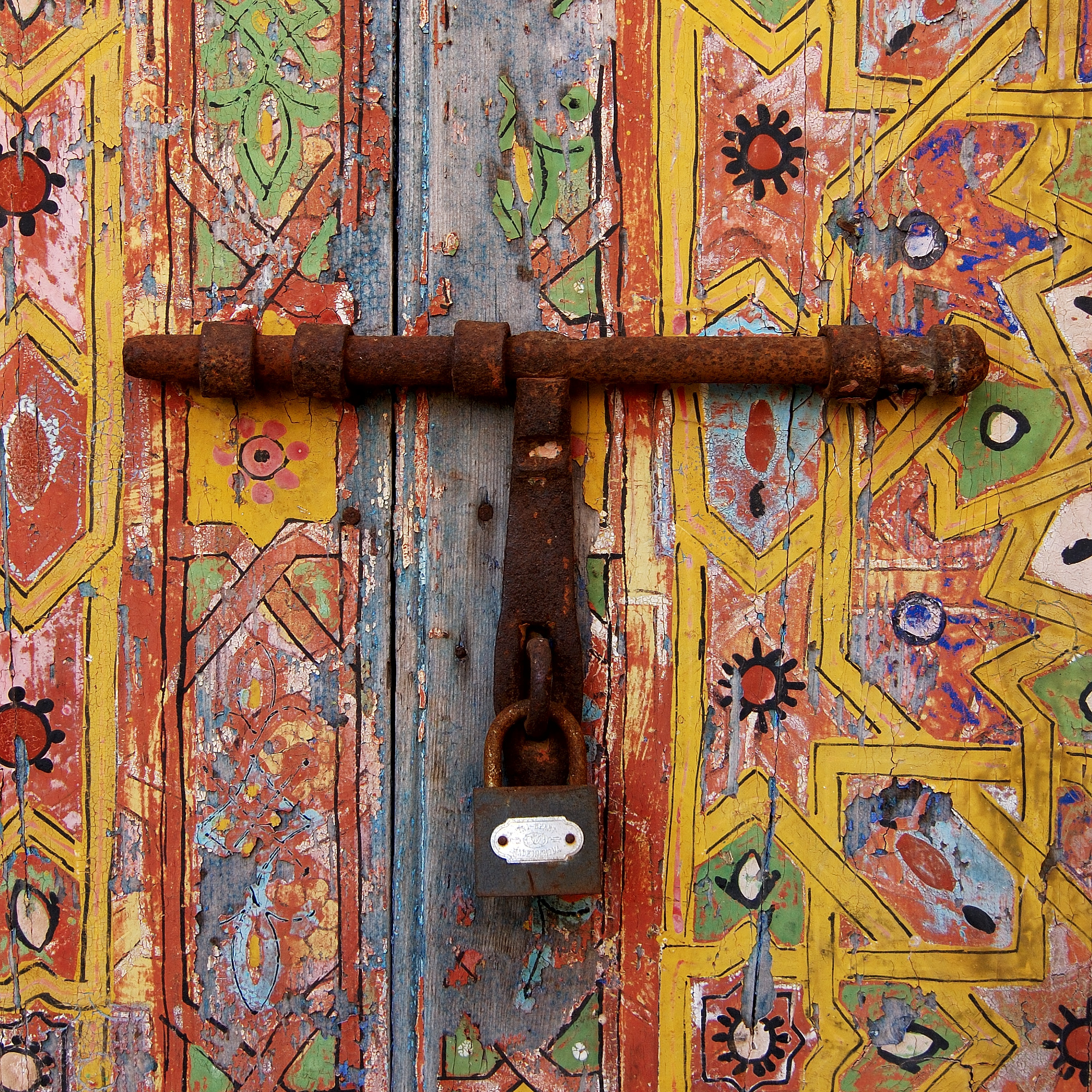
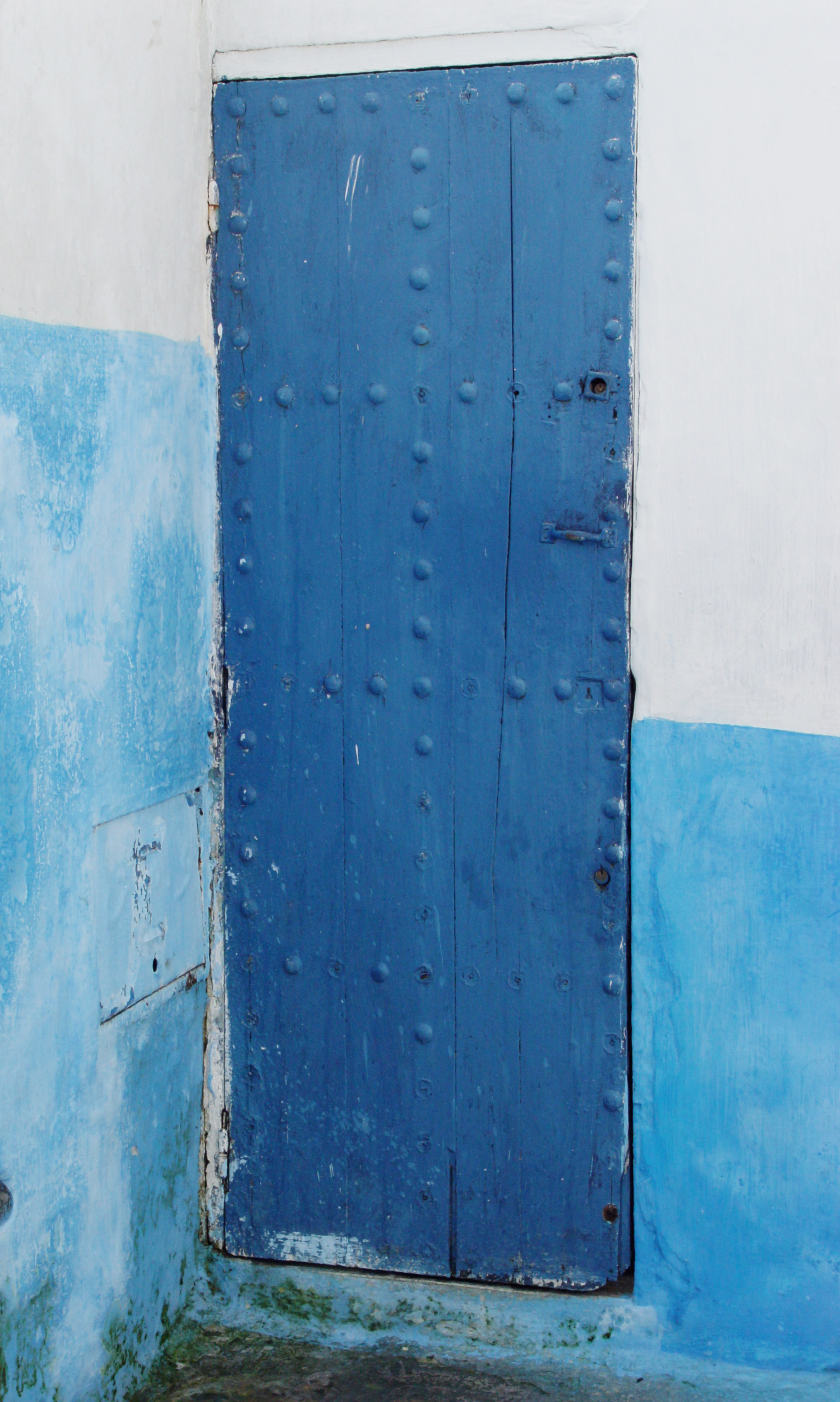
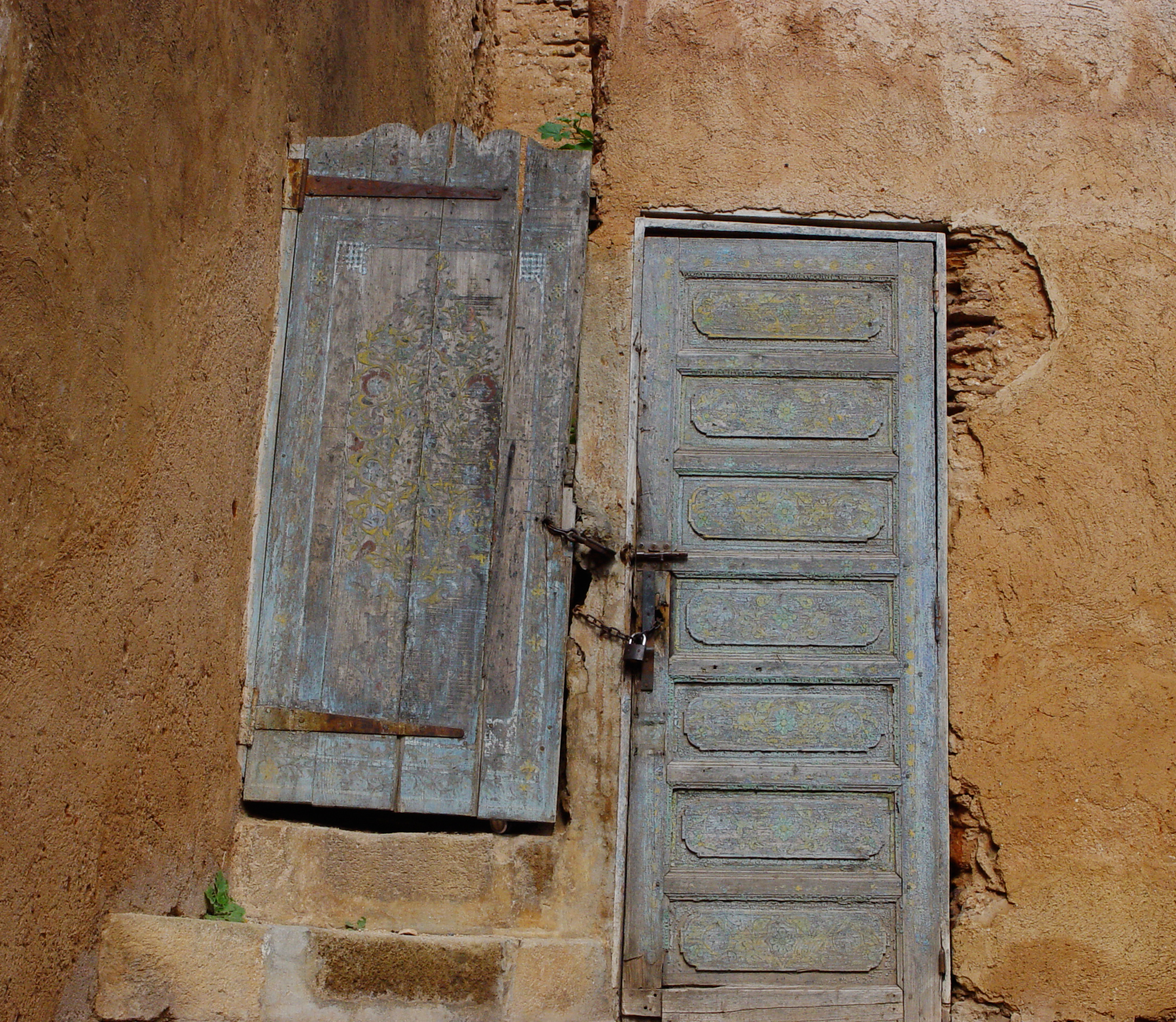
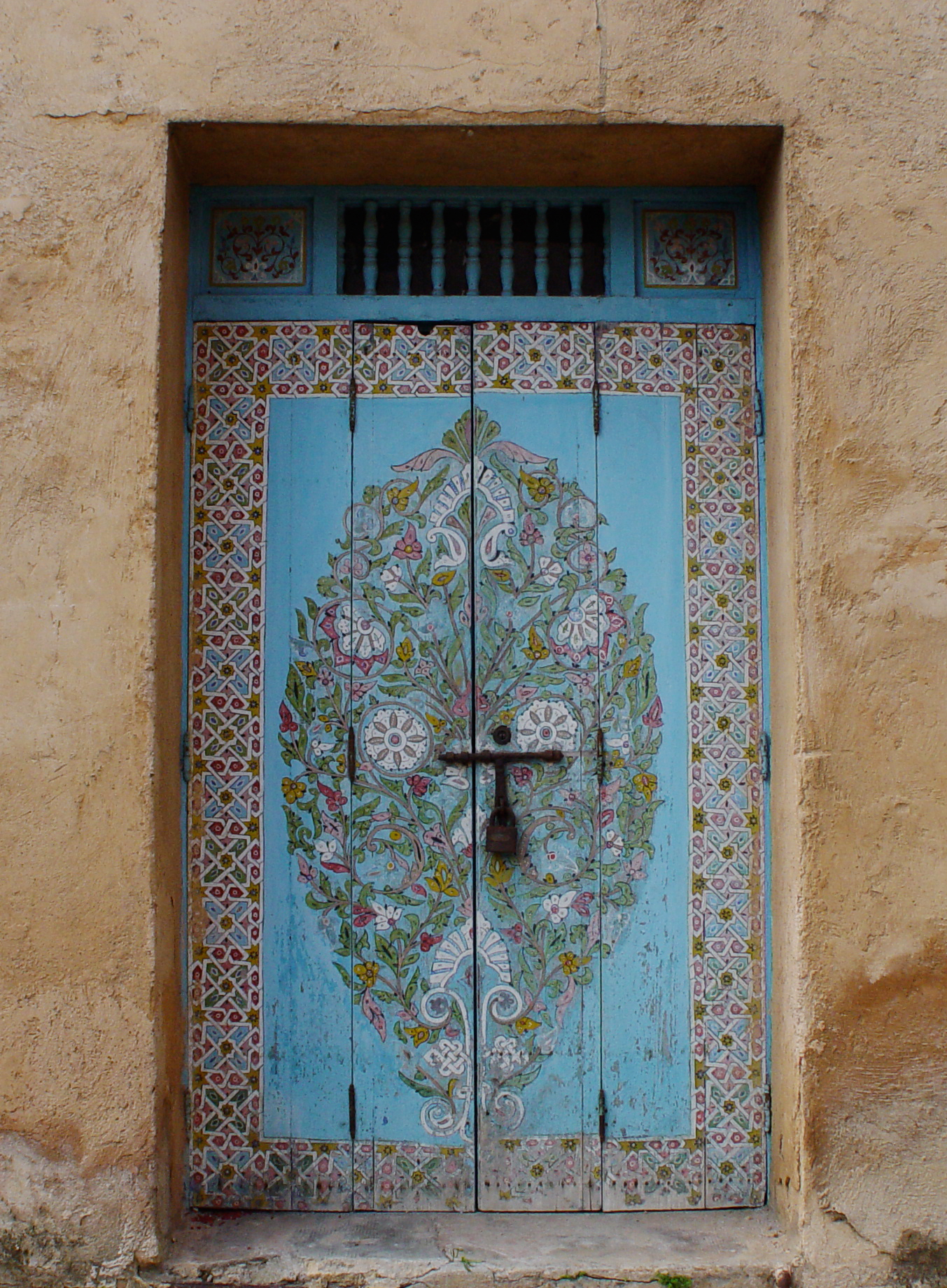
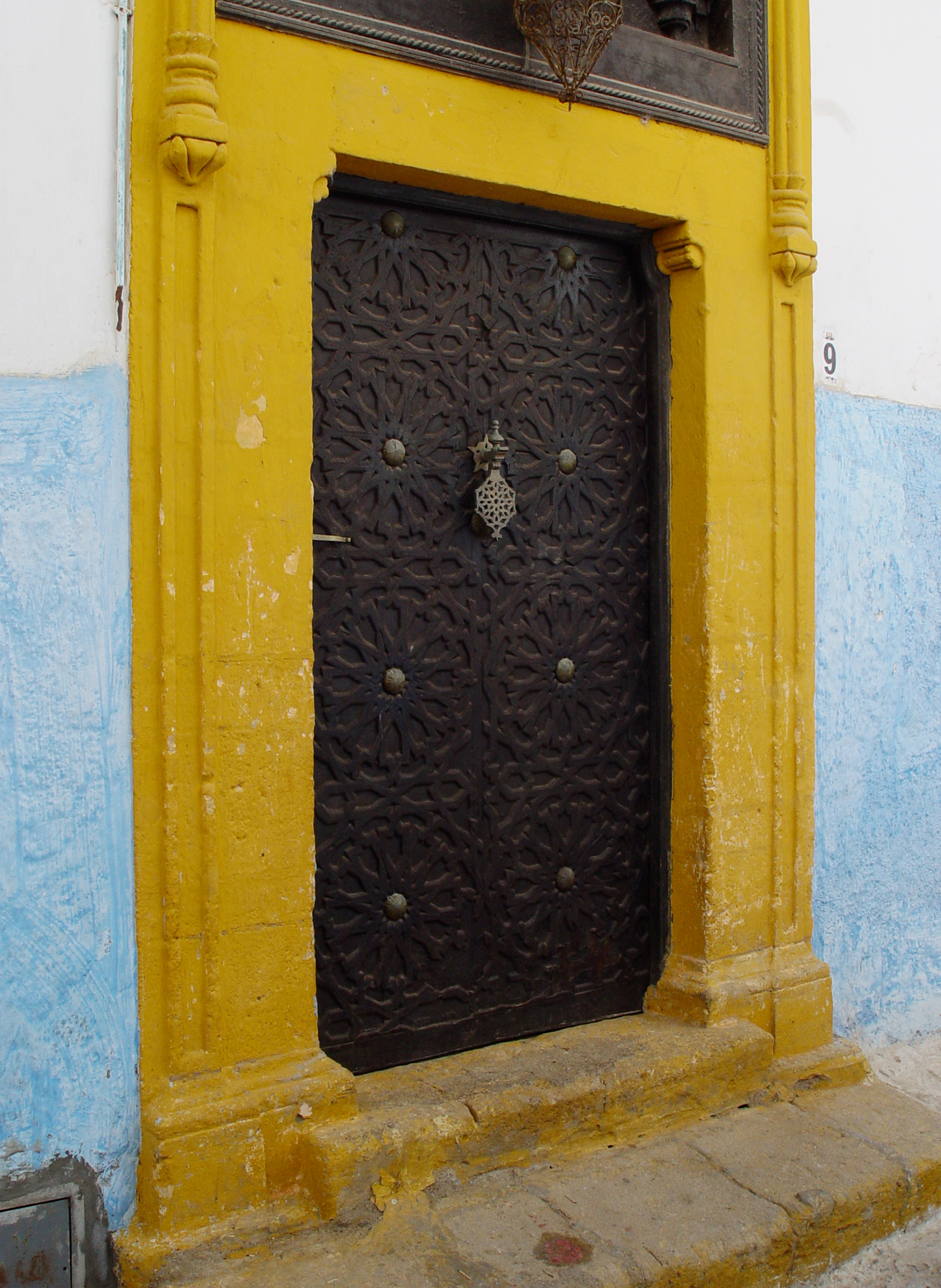
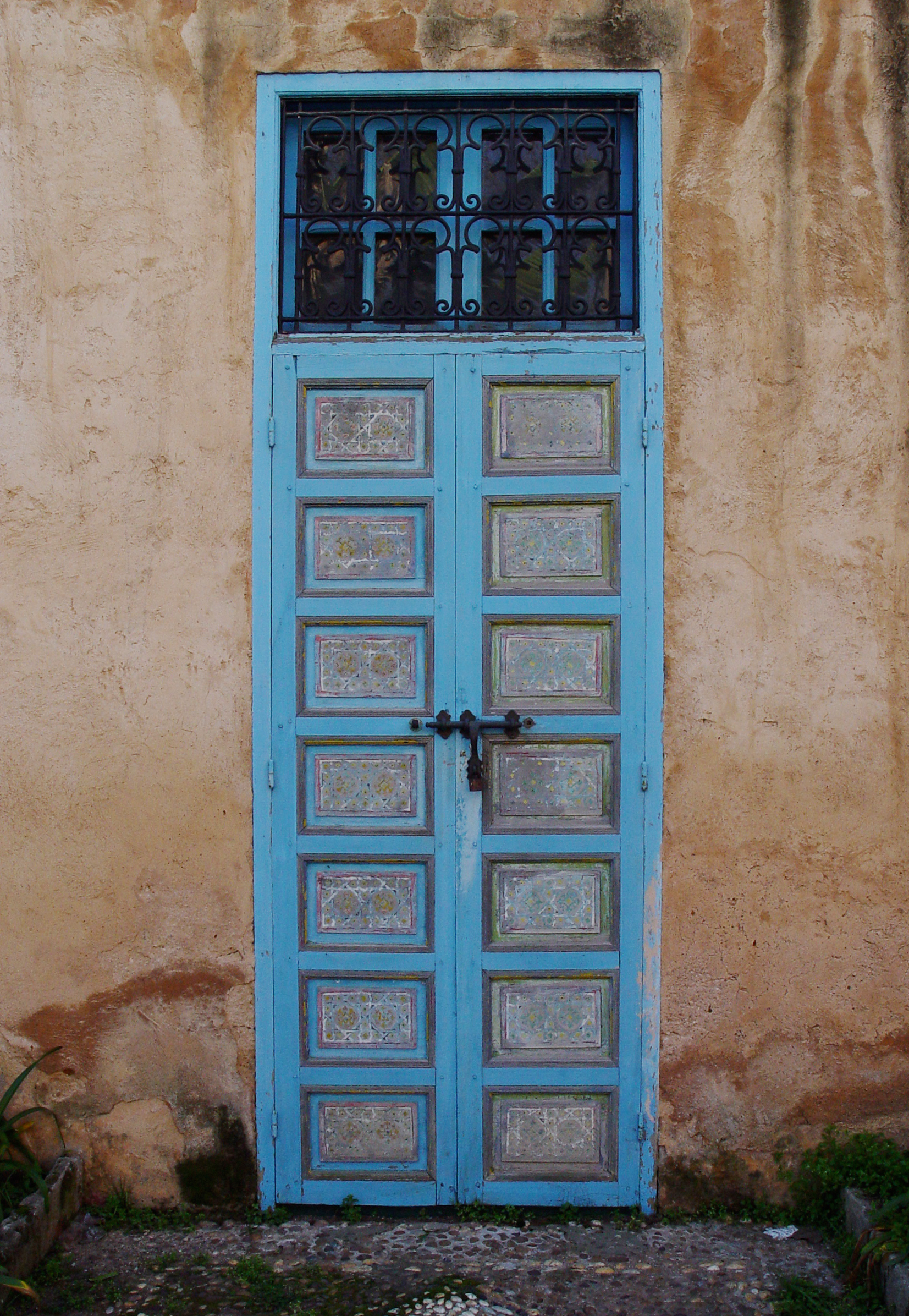
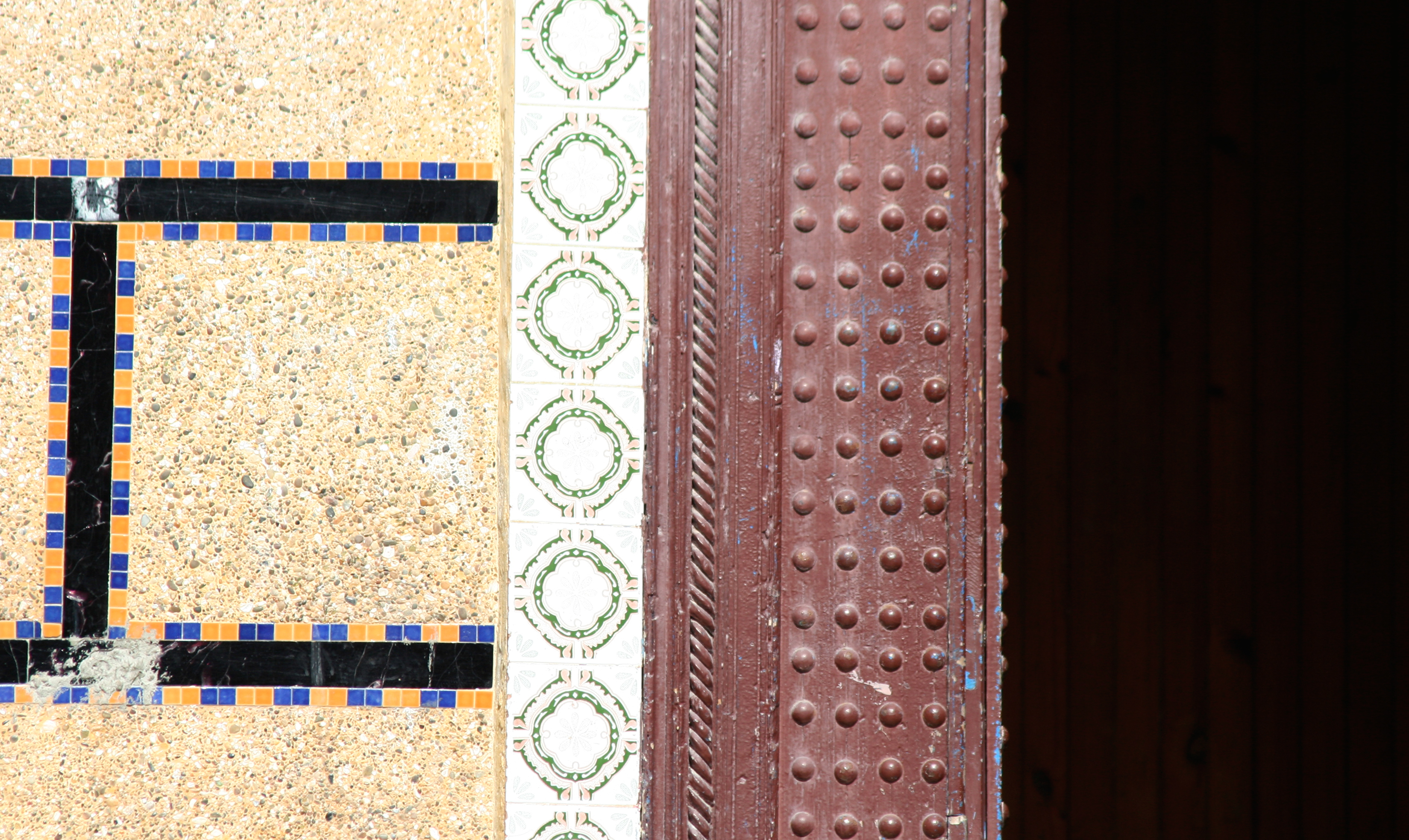
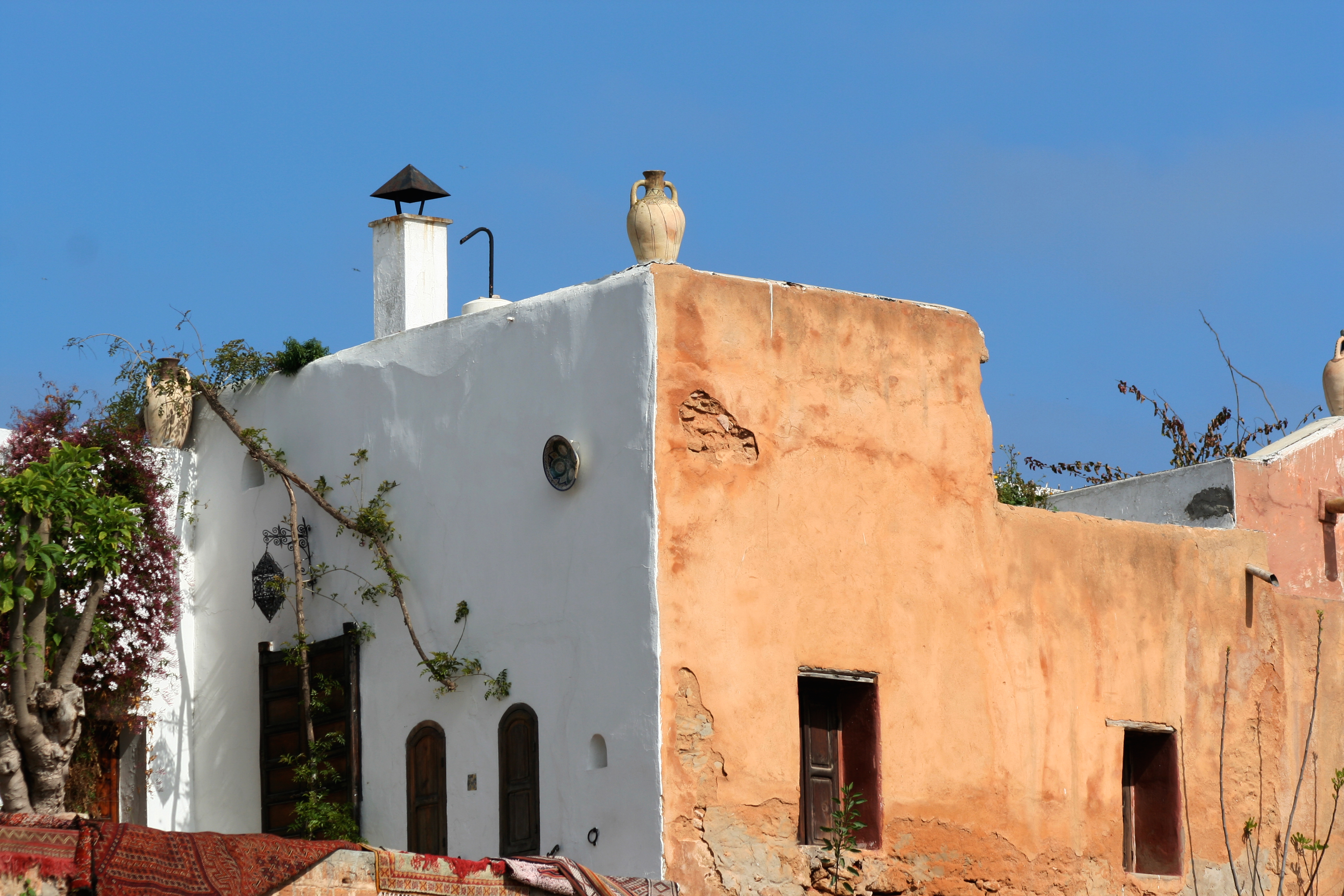
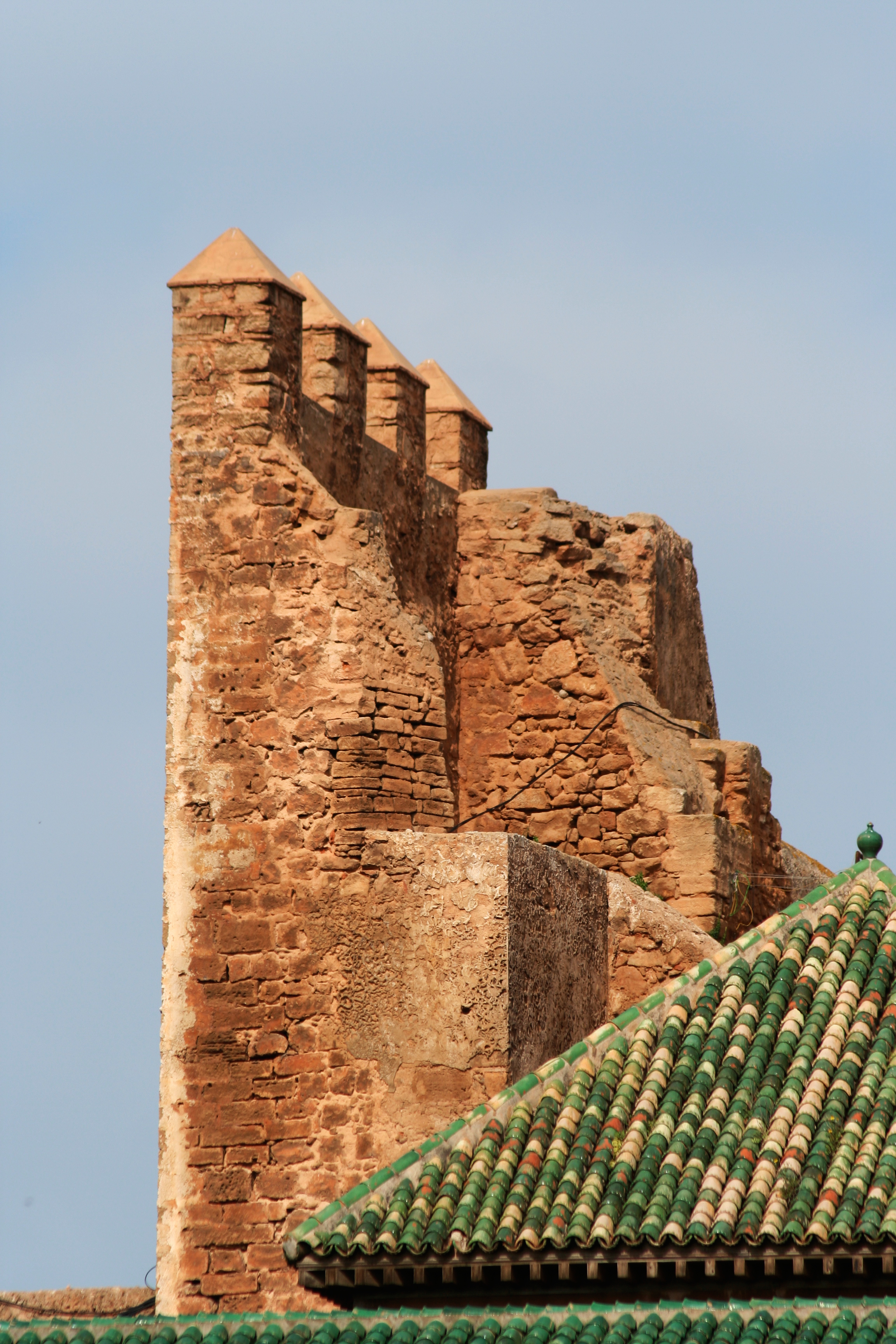